# مقياس كارداشيف
مقياس كارداشيف (بالإنجليزية: Kardashev scale)‏ هو طريقة لقياس مستوى التقدم التكنولوجي لحضارة ما اعتمادًا على كمية الطاقة التي يمكن لتلك الحضارة استثمارها. للمقياس ثلاث فئات محددة تسمى النوع الأول (I) والنوع الثاني (II) والنوع الثالث (III). تستخدم الحضارة في النوع الأول جميع الموارد المتاحة على الكوكب الأم، أما في النوع الثاني فتعمل الحضارة فتسخر فيه الحضارة كل الطاقة من نجمها والنوع الثالث من مجرتها. المقياس افتراضي ولكنه يضع استهلاك الطاقة في منظور كوني. وتم اقتراحه لأول مرة في عام 1964 من قبل عالم الفلك الروسي نيكولاي كارداشيف. وقد اقتُرِحت إضافات مختلفة للمقياس منذ ذلك الحين من مجموعة واسعة من مستويات الطاقة (أنواع IV و V و VI) إلى استخدام مقاييس أخرى من الطاقة النقية.

## التعريف
في عام 1964، حدد كارداشيف ثلاثة مستويات للحضارة، بناءً على ترتيب حجم القدرة المتاحة:
النوع الأول
المستوى التكنولوجي لحضارة «قريبة من المستوى الموجود حاليًا على الأرض، مع استهلاك طاقة يعادل 4*1019  أرغ/ ثانية» (4*1012 واط). حاليًا، يصف النوع الأول الحضارة القادرة على تسخير كل الطاقة الساقطة على كوكبها من نجمها الأم (بالنسبة لنظام الأرض والشمس، تساوي هذه القيمة 1.74*1017 واط تقريبًا)، أي أعلى بأربع قيم أسية من مقدار الطاقة المجموعة حاليًا على الأرض، إذ يستهلك البشر طاقةً تعادل 2*1013 واط تقريبًا. وصف عالم الفلك «غييرمو إيه. لمارشاند» أن هذا النوع هو في متناول الحضارة الأرضية المعاصرة في المستقبل القريب مع سعة طاقة تكافئ الإشعاع الشمسي الساقط على الأرض، أي بين 1016 و1017 واط.
النوع الثاني
يصف هذا النوع الحضارة القادرة على تسخير الطاقة التي يشعها نجمها الخاص -على سبيل المثال، مرحلة بناء غلاف دايسون بنجاح- مع استهلاك طاقة يعادل 4*1033 أرغ/ثانية. وصف لمارشاند هذا النوع من الحضارة بقدرتها على استخدام وتوجيه الإشعاع الصادر عن نجمها بأكمله. سيكون معدل استخدام الطاقة قريبًا من معدل ضياء الشمس، أي حوالي 4*1033 أرغ/ثانية (4*1026 واط.)
النوع الثالث
يصف الحضارة القادرة على تسخير الطاقة على نطاق مجرتها الخاصة، مع استهلاك طاقةٍ يعادل 4*1044 أرغ/ثانية. وصف لمارشاند هذا النوع من الحضارة بقدرتها على تسخير قدرة قريبة من معدل ضياء مجرة درب التبانة بأكملها، أي حوالي 4*1044 أرغ/ثانية (4*1037 واط.)

استهلاك الطاقة التقريبي في ثلاثة أنواع من الحضارات المعرّفة بحسب مقياس كارداشيف

اعتقد كارداشيف أنه من المستحيل التطور لحضارة من النوع الرابع، لذلك لم يتجاوز النوع الثالث في تصنيفه. مع ذلك، فقد اقتُرحت أنواع جديدة (النوع الصفري والرابع والخامس والسادس).

## التصنيف الحالي للحضارة البشرية

مجموع استهلاك الطاقة الأولى سنويًا.

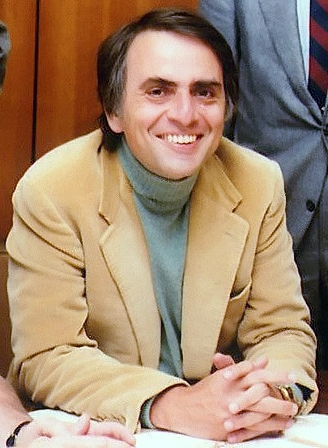
وفقًا لعالم الفلك كارل ساجان فإن الحضارة البشرية تمر حاليًا بطور من الشباب التقني وهو "أمر اعتيادي بالنسبة لحضارة تشارف على إدماج النوع الأول على مقياس كارداشيف."

في الوقت الحالي، لم تصل البشرية إلى النوع الأول بعد. اقترح الفيزيائي والعالم المستقبلي ميتشيو كاكو أن البشر قد يصلون إلى النوع الأول في غضون 100 إلى 200 عام، وإلى النوع الثاني في  غضون بضعة آلاف من السنين، والنوع الثالث بعد 100000 إلى مليون عام.
اقترح كارل ساجان تحديد قيم وسيطة (لم يأخذها كارداشيف بعين الاعتبار في مقياسه الأصلي) عن طريق استيفاء واستكمال قيم القدرة المذكورة أعلاه للنوع الأول (1016 واط) والنوع الثاني (1026 واط) والنوع الثالث (1036 واط) والتي من شأنها إنتاج المعادلة الرياضية التالية:
{\displaystyle K={\frac {\log _{10}P-6}{10}}}
حيث (كيه K) هي تصنيف كارداشيف للحضارة و(بي P) هي القدرة التي تستخدمها بالواط. باستخدام هذا الاستكمال، ستتحكم حضارة النوع الصفري، غير المُحددة من قبل كارداشيف، بحوالي 1 ميجاواط من القدرة. كان نوع الحضارة البشرية في عام 1973 حوالي 0.7 (على اعتبار أن البشرية كانت تستهلك 10 تيراواط في سبعينيات القرن الماضي).
في عام 2018، بلغ إجمالي استهلاك الطاقة في العالم 13864.9 مليون طن نفط مكافئ (161249 تيراواط ساعة)، أي ما يعادل متوسط استهلاك قدرة يساوي 18.40 تيراواط أو 0.73 على مقياس كارداشيف المُوسع من قبل ساجان.

## توسيع المقياس الأصلي
اقتُرحت العديد من التوسعات والتعديلات على مقياس كارداشيف.
- إضافة النوع الصفري والرابع والخامس: يشمل التوسيع الأكثر وضوحًا للمقياس حضارة النوع الافتراضي الرابع القادرة على التحكم بالكون بأكمله، وحضارة النوع الخامس القادرة على التحكم بمجموعة من الأكوان. يشمل هذا أيضًا حضارة النوع الصفري، التي لا تحتل مرتبة على مقياس كارداشيف. تعادل القدرة الصادرة عن الكون المرصود عدة قيم أسية حول 1045 واط. تقترب هذه الحضارة أو تتجاوز حدود التخمينات البشرية المبنية على الفهم العلمي الحالي، وقد لا تكون ممكنة.

* جادل «زولتان غالانتاي» بأنه لا يمكن كشف هذه الحضارة، نتيجة استحالة تميز أنشطتها عن الظواهر الطبيعة (لا يوجد شيء لنقارنه معها).
* في كتاب «العوالم الموازية» ناقش كاتبه ميتشيو كاكو مستوى حضارة النوع الرابع القادرة على تسخير مصادر الطاقة الموجودة خارج المجرة مثل الطاقة المظلمة.
- خصائص التصنيف البديلة لكارداشيف: تستخدم تغييرات مُقترحة أخرى مقاييس مختلفة مثل درجة «سيادة» الحضارة على الأنظمة، أو مقدار المعلومات المستخدمة، أو مدى القدرة على التحكم بالجسيمات الصغيرة جدًا مقارنةً بالأجرام الكبير جدًا.
- سيادة الكواكب (روبرت زوبرين): اقتُرحت مقاييس أخرى غير الاستهلاك الصافي للقدرة. الأول هو سيادة الحضارة على كوكبها أو نظامها أو مجرتها بدلًا من التفكير بالقدرة لوحدها.[9]
- سيادة المعلومات (كارل ساجان): بدلًا من ذلك، اقترح كارل ساجان إضافة مقياس آخر بالإضافة إلى الاستهلاك الصافي للطاقة، وهو كمية المعلومات المتاحة للحضارة.
  - قام ساجان بتعيين الحرف إيه لتمثيل 106 بت من المعلومات الفريدة (أقل من أي ثقافة بشرية مُسجلة) ويمثل كل حرف متتالٍ زيادة بقيمة أسية عن الحرف السابق له، وصولًا للحضارة من النوع زِد التي تمتلك 1031 بت من المعلومات.
  - في هذا التصنيف، كان تصنيف الأرض في عام 1973 هو 0.7 إتش، بكمية معلومة متاحة تعادل 1013.
  - اعتقد ساجان أنه لا يوجد حضارة وصلت إلى المستوى زد، إذ خمن أن هذا الكم الكبير من المعلومات الفريدة سيتجاوز تلك الخاصة بجميع الأنواع الذكية في «العنقود المجري الهائل» والكون ليس قديمًا بما يكفي لتبادل هذه المعلومات بفعالية عبر مسافات أكبر.
  - محاور المعلومات والطاقة ليست مترابطة بشكل صارم، إذ من غير الضروري أن تكون الحضارة ذات المستوى زد حضارة من النوع الثالث على مقياس كارداشيف.[5]
- سيادة الأبعاد المجهرية (جون بارو): نظرًا لحقيقة فعالية تكلفة توسيع القدرات البشرية للتلاعب في بيئتنا على أبعاد أصغر بشكل متزايد بدلًا من الأبعاد الأكبر بشكل متزايد، قام «جون بارو» بعكس التصنيف نزولًا من النوع الأول السالب حتى النوع أوميجا السالب:
  - النوع الأول السالب: يصف الحضارة القادرة على التعامل مع الأشياء على نطاق أحجامها: بناء الهياكل والتعدين ووصل وكسر المواد الصلبة؛
  - النوع الثاني السالب: يصف الحضارة القادرة على التلاعب بالجينات وتغيير نمو الكائنات الحية، وزرع أو استبدال أجزاء من أجسادهم، وقراءة وهندسة الشيفرة الجينية الخاصة بهم؛
  - النوع الثالث السالب: يصف الحضارة القادرة على التلاعب بالجزيئات والروابط الجزيئية، لصنع مواد جديدة؛
  - النوع الرابع السالب: يصف الحضارة القادرة على التلاعب بالذرات الفردية، لابتكار تقنيات النانو على النطاق الذري وصنع أشكال معقدة من الحياة الاصطناعية؛
  - النوع الخامس السالب: يصف الحضارة القادرة على التلاعب بالنواة الذرية وهندسة النويات المكونة لها؛
  - النوع السادس السالب: يصف الحضارة القادرة على التلاعب بأكثر الجسيمات أولية (الكواركات واللبتونات) لصنع هياكل ذات تعقيد منظم ضمن مجموعة الجسيمات الأولية.
  - النوع أوميغا السالب: يصف الحضارة القادرة على التلاعب بالهيكل الأساسي للزمان والمكان (نسيج الزمكان).[10]
  - وفقًا لهذا المقياس، اجتاز البشر، مع خبرتهم الواسعة في مختلف فروع الكيمياء والبيولوجيا، مرحلة النوع الثالث السالب. وقد تجلت تقنيات النوع الرابع السالب (التي لها تطبيقات عملية واسعة النطاق) في مجالات مثل تقنية النانو وأشباه الموصلات وعلم المواد والهندسة الوراثية، في حين شهد النوع الخامس السالب تطبيقًا واسع النطاق في مجال الفيزياء النووية وحقولها الفرعية. وقد شهد النوع السادس السالب بحوثًا تجريبية في مجال فيزياء الجسيمات باستخدام مصادمات الجسيمات مثل مصادم الهادرونات الكبير.

## وصلات خارجية
- حضارات كارداشيف (بالإنجليزية)
- علم الأحياء الفلكي: الكون الحي (بالإنجليزية)
- قابلية كشف النشاطات التقنية من خارج الأرض (بالإنجليزية)
- رسوم فلاش متحركة حول الحضارات (بالإنجليزية)
- وصف أنواع الحضارات من الدكتور ميتشيو كاكو (بالإنجليزية)